# PM-84 Glauberyt
PM-84 Glauberyt (пол. pistolet maszynowy wz.84) — польский 9-мм пистолет-пулемёт, разработанный в начале 1980-х годов конструкторами Рышардом Хелмицким, Янушем Хенткевичем и Станиславом Бриксом для польской армии и полиции на замену не вполне удачного пистолета-пулемёта PM-63 RAK. Принят на вооружение в 1984 году. Использовался отдельными категориями военнослужащих (десантники, экипажи бронетехники), полицией, пограничниками, железнодорожной и почтовой охраной.

## Конструкция
Пистолет-пулемёт PM-84 Glauberyt является простым и технологичным в производстве (большинство металлических деталей изготовлены штамповкой из стального листа). К недостаткам данной модели можно отнести:
- взведенный затвор своей задней частью очень близко подходит к лицу стрелка, что доставляет неудобства.
- движение прицельных устройств вместе с движущимся затвором усложняет прицеливание.
- вылет заднего шептала ударом затвора сбивает наводку при стрельбе[2].

## Варианты

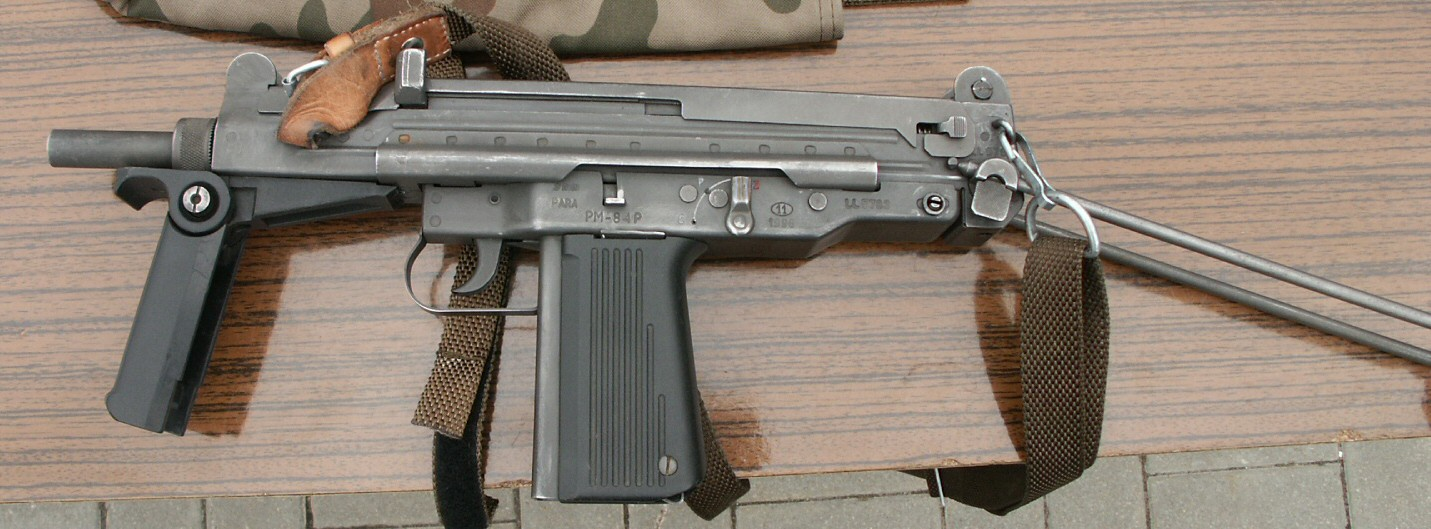
PM-84P

- PM-84 — вариант под патрон 9×18 мм ПМ[3].
- PM-84P — вариант под патрон 9×19 мм Парабеллум, созданный в 1991—1992 гг. и в 1994 году принятый на вооружение вместо PM-84 (в связи с переориентацией Польши на блок НАТО)[4].
- PM-98 — незначительно изменённый вариант под патрон 9×19 мм Парабеллум, созданный в 1998 году[5].
- PM-98S[4]
- PM-06 — обновленная версия, отличается более удобной формой цевья и наличием планки Пикатинни для крепления различных прицельных приспособлений[6].
- BRS-99 — самозарядный вариант под патрон 9×19 мм Парабеллум, разработанный для коммерческой продажи в качестве гражданского оружия.

## Страны-эксплуатанты
- Польша
- Ирак — в 2005 году закуплено 6 тыс. шт. PM-98[7]